# Вінг Реймс
Вінг Реймс (англ. Ving Rhames; 12 травня 1959) — американський актор.

## Біографія
Вінг Реймс народився 12 травня 1959 року в Гарлемі, Нью-Йорк. Закінчив школу сценічного мистецтва і Джульярдську школу в Нью-Йорку. Почав виступати в нью-йоркських театрах. З середини 1980-х років знімається в кіно і на телебаченні. Знімався в серіалах «Інший світ», «Кримінальна історія», «Спенсер», «Поліція Маямі»; у фільмах «Військові втрати» (1989), «Драбина Іакова» (1990). Найбільш відомі ролі актора — Марселлас Волес у фільмі «Кримінальне чтиво» та Лютер Стікелл у франшизі «Місія нездійсненна».

## Фільмографія

### Фільми
| Рік  |    | Українська назва                          | Оригінальна назва                             | Роль                      |
| ---- | -- | ----------------------------------------- | --------------------------------------------- | ------------------------- |
| 1984 | ф  |                                           | Go Tell It on the Mountain                    | юний Габріель Граймс      |
| 1986 | ф  |                                           | Native Son                                    | Джек                      |
| 1988 | ф  |                                           | Patty Hearst                                  | Чінкве Мтуме              |
| 1989 | ф  | Військові втрати                          | Casualties of War                             | лейтенант Рейлі           |
| 1990 | ф  | Драбина Іакова                            | Jacob's Ladder                                | Джордж                    |
| 1990 | ф  |                                           | The Long Walk Home                            | Герберт Коттер            |
| 1991 | ф  | Політ «Порушника»                         | Flight of the Intruder                        | CPO Френк Макрей          |
| 1991 | ф  |                                           | Homicide                                      | Роберт Рендольф           |
| 1991 | ф  | Люди під сходами                          | The People Under the Stairs                   | Лерой                     |
| 1992 | ф  | Стій, або моя мама стрілятиме             | Stop! Or My Mom Will Shoot                    | містер Стерео             |
| 1993 | ф  | Дейв                                      | Dave                                          | Двейн Стівенсен           |
| 1994 | ф  | Кримінальне чтиво                         | Pulp Fiction                                  | Марселлас Волес           |
| 1995 | ф  | Поцілунок смерті                          | Kiss of Death                                 | Омар                      |
| 1996 | ф  | Місія нездійсненна                        | Mission: Impossible                           | Лютер Стікелл             |
| 1996 | ф  | Стриптиз                                  | Striptease                                    | Шад                       |
| 1997 | ф  | Розвуд                                    | Rosewood                                      | Манн                      |
| 1997 | ф  | Повітряна тюрма                           | Con Air                                       | Натан 'Diamond Dog' Джонс |
| 1998 | ф  | Відлік жертв                              | Body Count                                    | Пайк                      |
| 1998 | ф  | Поза полем зору                           | Out of Sight                                  | Бадді Брегг               |
| 1999 | ф  | Пастка                                    | Entrapment                                    | Арон Тібадо               |
| 1999 | ф  | Воскрешаючи мерців                        | Bringing Out the Dead                         | Маркус                    |
| 2000 | ф  | Місія нездійсненна 2                      | Mission: Impossible II                        | Лютер Стікелл             |
| 2001 | мф | Остання фантазія: Духи всередині          | Final Fantasy: The Spirits Within             | сержант Рейн Вітакер      |
| 2002 | ф  | Обговоренню не підлягає                   | Undisputed                                    | Джордж Чемберс            |
| 2002 | мф | Ліло і Стіч                               | Lilo & Stitch                                 | Кобра Баблс               |
| 2002 | ф  | Похмурий сум                              | Dark Blue                                     | Артур Холланд             |
| 2003 | мф | Нові пригоди Стіча                        | Stitch! The Movie                             | Кобра Баблс               |
| 2004 | ф  | Світанок мерців                           | Dawn of the Dead                              | Кеннет                    |
| 2006 | ф  | Місія нездійсненна 3                      | Mission: Impossible III                       | Лютер Стікелл             |
| 2007 | ф  | Чак і Ларрі: Запальні молодята            | I Now Pronounce You Chuck and Larry           | Фред Дункан               |
| 2008 | ф  | День мерців                               | Day of the Dead                               | капітан Родос             |
| 2009 | ф  | Подарунок                                 | Echelon Conspiracy                            | агент Дейв Грант          |
| 2009 | ф  | Сурогати                                  | Surrogates                                    | Пророк                    |
| 2010 | ф  | Піраньї 3D                                | Piranha 3D                                    | заступник Фаллон          |
| 2010 | ф  | Довічно                                   | The Wrath of Cain                             | Кейн                      |
| 2010 | ф  | Смертельні перегони 2: Франкенштейн живий | Death Race 2                                  | Вейланд                   |
| 2011 | ф  | Юлія Ікс                                  | Julia X                                       | Чоловік                   |
| 2011 | ф  | Місія нездійсненна: Протокол «Фантом»     | Mission: Impossible — Ghost Protocol          | Лютер Стікелл             |
| 2012 | ф  | Піраньї 3DD                               | Piranha 3DD                                   | заступник Фаллон          |
| 2012 | ф  | Солдати удачі                             | Soldiers of Fortune                           | Грімо Турнер              |
| 2012 | ф  | Мистецтво підкорення                      | Art of Submission                             | Джин                      |
| 2013 | ф  | Смертельні перегони-3: Пекло              | Death Race 3: Inferno                         | Вейланд                   |
| 2015 | ф  | Місія нездійсненна: Нація ізгоїв          | Mission: Impossible — Rogue Nation            | Лютер Стікелл             |
| 2017 | ф  | Вартові галактики 2                       | Guardians of the Galaxy Vol. 2                | Чарлі-27                  |
| 2017 | мф |                                           | The Star                                      | Таддеус                   |
| 2017 | ф  | Байстрюки                                 | Father Figures                                | Род Гамільтон             |
| 2018 | ф  |                                           | Con Man                                       | горіх                     |
| 2018 | ф  | Місія нездійсненна: Фолаут                | Mission: Impossible – Fallout                 | Лютер Стікелл             |
| 2022 | мф | Венделл і Вайлд                           | Wendell & Wild                                | Таддеус                   |
| 2023 | ф  | Місія нездійсненна 7                      | Mission: Impossible – Dead Reckoning Part One | Лютер Стікелл             |
| 2023 | ф  | Зломник                                   | The Locksmith                                 | Френк                     |
| 2024 | мф | Гарфілд                                   | Garfield                                      | Отто                      |
| 2024 | ф  | Зачинщики                                 | The Instigators                               | Френк Тумі                |
| 2024 | мф | Дикий робот                               | The Wild Robot                                | Блискавка                 |
| 2025 | ф  | Місія нездійсненна 8                      | Mission: Impossible – Dead Reckoning Part Two | Лютер Стікелл             |

### Телебачення
| Рік       |    | Українська назва           | Оригінальна назва         | Роль            |
| --------- | -- | -------------------------- | ------------------------- | --------------- |
| 1985      | с  | Поліція Маямі              | Miami Vice                | Жорж            |
| 1986      | с  |                            | Crime Story               | Гектор Лінкольн |
| 1987      | с  | Поліція Маямі              | Miami Vice                | Уокер Монро     |
| 1987      | с  |                            | Tour of Duty              | SP4 Такер       |
| 1988      | с  |                            | Spenser: For Hire         | Генрі Браун     |
| 1989      | с  |                            | Men                       | Чарлі Хазард    |
| 1989      | с  |                            | The Equalizer             | Лютер Пекстон   |
| 1990      | тф |                            | When You Remember Me      | Леон            |
| 1994—1997 | с  | Швидка допомога            | ER                        | Вальтер Роббінс |
| 1997      | тф | Дон Кінг: Тільки в Америці | Don King: Only in America | Дон Кінг        |
| 2011      | тф | Зомбі Апокаліпсис          | Zombie Apocalypse         | Генрі           |